# Perchède
Perchède (gaskognisch: Persheda) ist eine französische Gemeinde mit 105 Einwohnern (Stand 1. Januar 2022) im Département Gers in der Region Okzitanien (bis 2015 Midi-Pyrénées); sie gehört zum Arrondissement Condom und zum Gemeindeverband Bas Armagnac. Die Bewohner nennen sich Perchédois/Perchédoises.
Perchède ist umgeben von den Nachbargemeinden Mormès im Nordwesten und Norden, Laujuzan im Nordosten, Lanne-Soubiran im Osten und Südosten sowie Le Houga im Südwesten und Westen.

## Bevölkerungsentwicklung
| Jahr                       | 1793 | 1861 | 1962 | 1968 | 1975 | 1982 | 1990 | 1999 | 2006 | 2011 | 2016 |
| Einwohner                  | 235  | 285  | 97   | 83   | 79   | 83   | 82   | 74   | 77   | 89   | 110  |
| Quellen: Cassini und INSEE |      |      |      |      |      |      |      |      |      |      |      |